# Ouédo
Ouédo è un arrondissement del Benin situato nella città di Abomey-Calavi (dipartimento dell'Atlantico) con 12.323 abitanti (dato 2006).